# Anupgarh
Anupgarh é uma cidade e um município no distrito de Ganganagar, no estado indiano de Rajastão.

## Geografia
Anupgarh está localizada a 29° 11′ N, 73° 13′ L. Tem uma altitude média de 155 metros (508 pés).

## Demografia
Segundo o censo de 2001, Anupgarh tinha uma população de 29,548 habitantes. Os indivíduos do sexo masculino constituem 54% da população e os do sexo feminino 46%. Anupgarh tem uma taxa de literacia de 61%, superior à média nacional de 59.5%; com 60% para o sexo masculino e 40% para o sexo feminino. 16% da população está abaixo dos 6 anos de idade.